# Igor Priesniakow
Igor Witaljewicz Priesniakow (ros. Игорь Витальевич Пресняков) – rosyjski gitarzysta, który w 2007 r. stał się znany z serwisu YouTube dzięki swoim coverom i stylowi gry.

## Życiorys
Urodzony w Moskwie, w Rosji Igor Priesniakow studiował muzykę poważną w Rosyjskiej Akademii Muzycznej imienia Gniesinych. Ukończył studia na kierunku gitarzysty jak i dyrygenta. Po studiach przeniósł się do Holandii, gdzie kontynuował swoją obecnie trwającą już ponad 35 lat karierę. Gra Igora pozostaje pod wpływem wielu gatunków muzyki – od reggae przez rock and roll, country, R&B i jazz aż po heavy metal. Zauważalną cechą jego gry jest naśladowanie partii perkusyjnych za pomocą automatu perkusyjnego oraz wystukiwanie rytmu na pudle gitary, a także granie dwóch ścieżek gitarowych jednocześnie, zwykle rytmicznej i prowadzącej. Sprawia to wrażenie, jakby grał cały zespół. Niekiedy dodaje wokal wspomagający w coverach znanych utworów, jednak bardziej znany jest z grania partii wokalnych na gitarze.
Popularność Priesniakowa wzrosła po jego debiucie na serwisie YouTube w 2007 roku. Obecnie posiada ponad 290 mln wejść i ponad 800 tysięcy subskrybentów.
W 2010 roku po zdobyciu ponad 200 tysięcy subskrybentów i 110 mln wejść rozpoczął trasę koncertową po Europie.
W 2015 roku kanał Igora Priesniakowa ma ponad 700 tysięcy osób subskrybujących i ponad 250 mln wyświetleń.

## Albumy
- Chunky Strings (2010)
- Acoustic Pop Ballads (2011)
- Acoustic Rock Ballads Covers (2011)
- Iggyfied (2013)